# Арко (Айдахо)
Арко — окружной центр и крупнейший город в округе Бьютт, штат Айдахо, США. По переписи 2010 года население составляло 995 человек.

## История
Первоначально назывался Рут-Хог и находился на впадении рек Бэлкфут-Вуд и Блэкфут-Саймон. Градоначальники обращались в почтовое отделение США с просьбой переименовать город в «Джанкшен», но главный почтмейстер посчитал название слишком распространенным и предложил назвать в честь Георга фон Арко, изобретателя и пионера в области радиопередачи, который впоследствии стал ведущим инженером Telefunken.
Арко стал первым в мире городом, который когда-либо освещался электричеством, вырабатываемым исключительно ядерной энергией. Это событие произошло 17 июля 1955 года на реакторе BORAX III Аргоннской национальной лаборатории, ныне Национальной лаборатории Айдахо.

## Экономика
Экономика города в основном основана на Национальной лаборатории Айдахо, сельскохозяйственной продукции и рекреационных услугах в долине реки Лост.

## География
Арко расположен около реки Биг-Лост. Национальный парк Лунные Кратеры расположен вдоль 20-й трассы США, к юго-западу от города. Национальная лаборатория Айдахо расположена к востоку от Арко.
Пик Арко, расположенный примерно в трёх километрах к северу от поселка на высоте 2300 метров, возвышается на над городом примерно на 700 метров.
По данным Бюро переписи населения США, город имеет общую площадь 2,77 км2, из которых 2,75 км2 приходится на сушу и 0,03 км² на воду.

## Известные жители
- Боттолфсен, Клэренс Альфред — Губернатор Айдахо (1939—1941, 1943—1945)